# 生命之星

生命之星

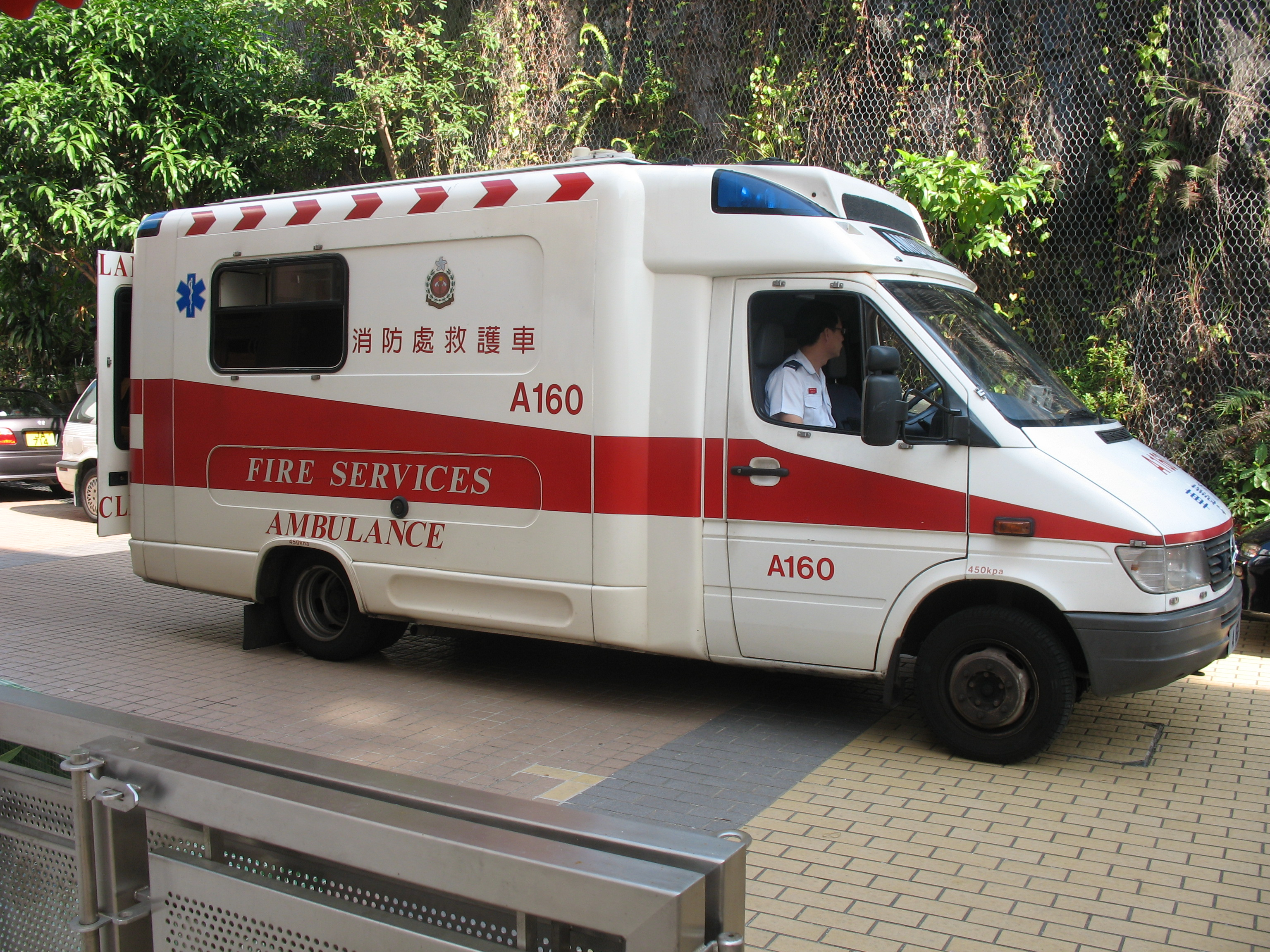
上有生命之星標記的香港消防處救護車

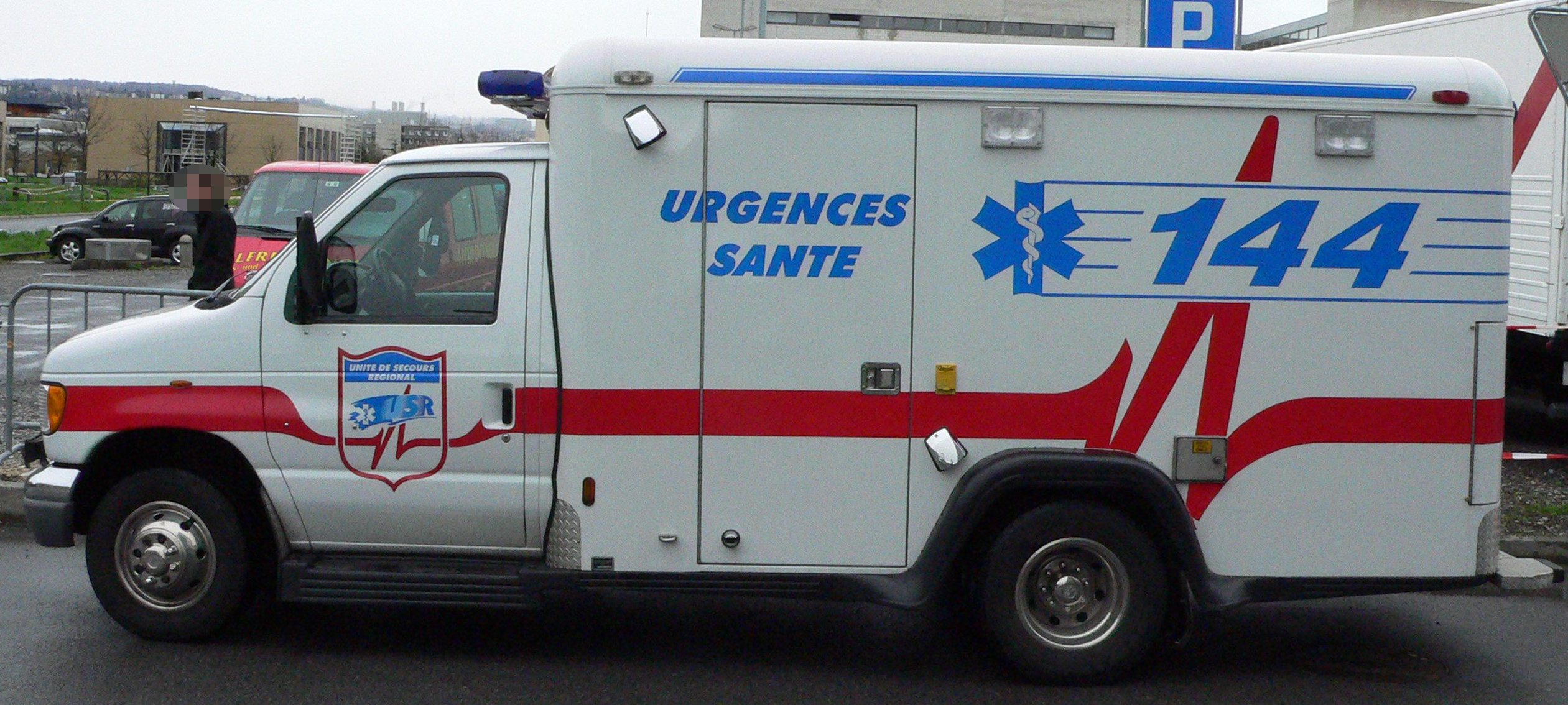
上有生命之星標記及緊急救難電話號碼144的瑞士救護車

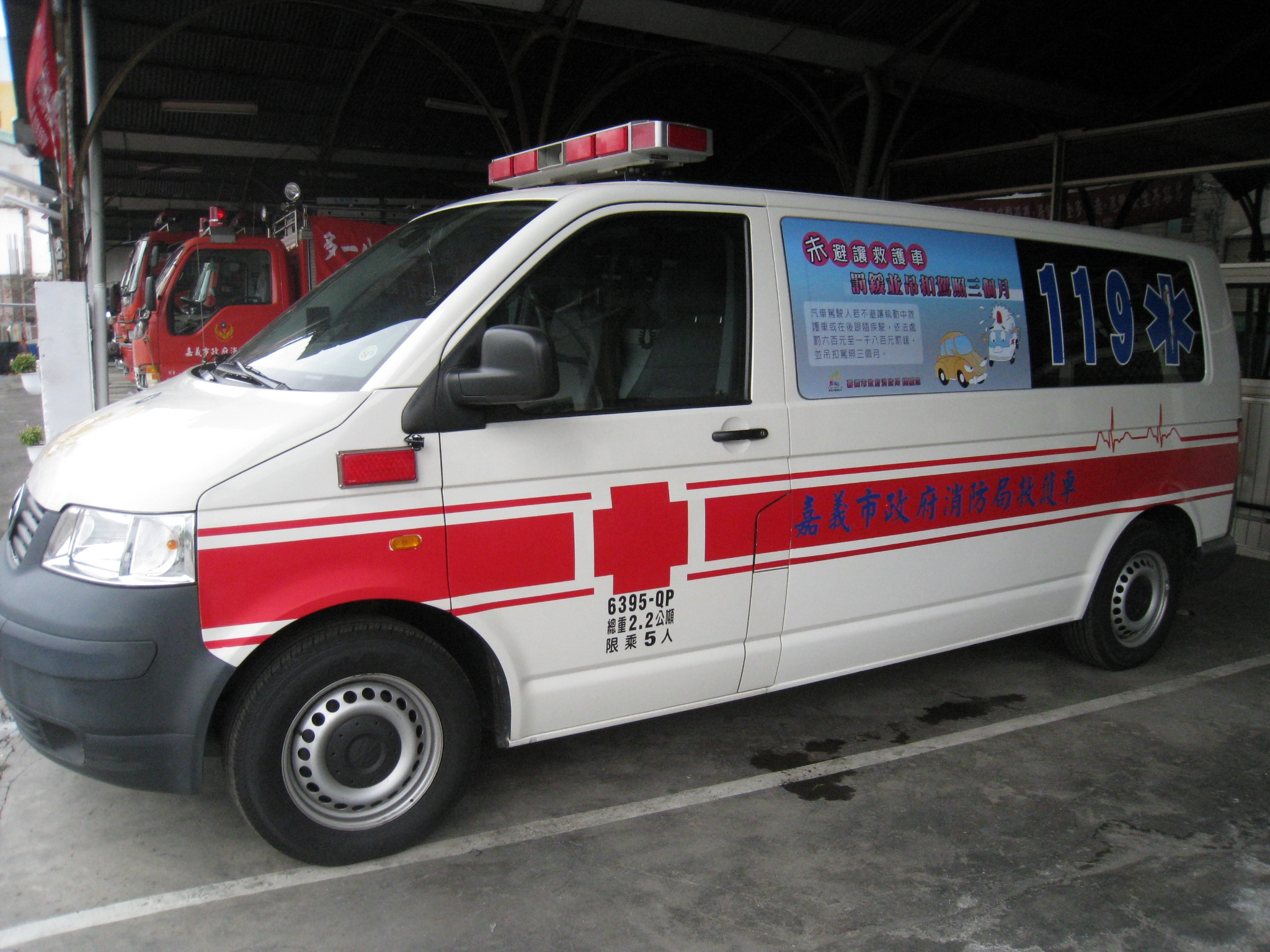
上有生命之星標記及緊急救難電話號碼119的中華民國內政部消防署救護車

生命之星（英語：Star of Life）是藍色，六邊突出的星，並在中間加上阿斯克勒庇奧斯之杖（另一種說法是摩西鑄造的青銅蛇），其原本的設計及決定是來自美國交通部屬下的美国国家公路交通安全管理局。國際上生命之星是表示急救單位或者人員。而類似的橙星（橙色生命之星）則是給搜索及救援人員使用。

## 由來
第一個由來，是由古希臘神話中的蛇與權杖，是為了紀念阿斯克勒庇奧斯這位偉大的神醫。
第二個由來，是依據聖經中的摩西以青銅鑄造一條蛇的形狀並將他鑲在一根柱子上，若有人被毒蛇咬到，只要到柱子下注視著青銅鑄的蛇，就會馬上獲得痊癒。（民數記第21章第4至9節）。
第三個由來，是聖杯所羅門封印之形狀，出自聖經以賽亞書第6章第1至3節及民數記第21章第4至9節。

## 歷史
生命之星於1967年的專利為美國醫學組織（AMA）擁有，其後「轉讓」予NHTSA，成為屬下急救服務的標誌。當初，美國交通部的道森·米爾斯（Dawson Mills）曾經請求美國紅十字會提供紅十字標誌給急救服務的救護車使用，惟被拒絕。其後，米爾斯向美國醫學組織的德克法林頓查詢可否提供生命之星，後來被批准。而這六邊突出的星由里奧 R‧喬納森（Leo R. Schwartz）命名。生命之星在1977年2月1日註冊為保證記號。
香港消防處在2006年9月為旗下的救護車車身加上生命之星；而中華民國的消防隊緊急醫療救護技術員則會穿上印有生命之星且在下方寫上EMT的背心，而消防隊救護車後側車窗上也貼有生命之星和緊急救難電話號碼119字樣。Emergency Medical Technician的衣服在中國及各地的救護車也印有相同圖案。

## 符號的象徵
這六分支的星是代表6種主要通過救援者執行的連串緊急任務：
1. 第一位救援者觀察及了解現場，明白當前事件問題，確認病人/傷者(們)的危險，做出適當的評估，隨時確保現場的安全（傳染、電流、化學、輻射等）。
2. 第一位救援者報告及要求專業的救援。
3. 第一位救援者依權限進行急救程序並提供立即的照顧。
4. EMS人員到達並依權限提供立即的照顧。
5. EMS人員進行運送病人/傷者到醫院接受治療。並在運送途中提供醫學上的照顧。
6. 以適當及專業的照顧送到醫院。

更通常地，以下6個能代表EMS觀點:
1. 發現（Detection）
2. 報告（Reporting）
3. 回應（Response）
4. 現場處理（On scene care）
5. 運送處理 （Care in transit）
6. 運送到醫療機構（Transfer to definitive care）